# 서상범
서상범(徐尙範   1961년 2월 6일 ~ )은 대한민국의 천주교 성직자이자 가톨릭 주교이다. 세례명은 티토이며, 현재 제4대 천주교 군종교구 교구장이다.

## 생애
서상범 주교는 1961년 2월 6일 아버지 서성용(안드레아, 2018년 선종), 어머니 봉병옥(아녜스, 2007년 선종) 사이에서 2남 2녀 중 차남으로 태어났다. 아버지가 본당 총회장을 지내는 등 아버지와 어머니 모두 신앙심이 깊은 분들이었다. 서상범 주교의 형도 신부다. 서 주교는 어려서부터 세상에서 되고 싶은 게 신부밖에 없었다. 초등학교 2학년 때부터 복사를 했고 한 번도 빠진 적이 없다.
1976년 소신학교(성신고등학교)를 거쳐 1979년 대신학교(가톨릭대학교)에 입학했고 1988년 2월 12일 사제품을 받았다. 서울대교구 보좌주교 이경상 주교, 둔촌동 주임 이기헌 신부, 수락산본당 이대영 신부, 홍근표 신부 등이 동기다. 동기 중 4명이 군종신부가 됐다. 이들은 “딱 4년만 멋지게 살고 돌아오자”고 약속했다. 하지만 서 신부는 4년이 아닌 무려 22년을 복무했다.
서상범 주교를 말할 때 빠질 수 없는 경력이 동티모르에 파병됐던 평화유지군 ‘상록수부대’에서의 활동이다. 한국군의 동티모르 파병은 베트남전 이후 첫 해외파병이었다. 서상범 신부는 상록수부대 1진 군종장교로 파병돼 1999년 10월부터 10개월 동안 복무했다. 가톨릭신자가 대부분인 현지 주민을 위해 한국에서 후원을 받아 의복과 학용품 등을 나눠주는 등 적극적인 사목활동을 펼친 것으로 유명하다.
육군 군종장교로 복무하면서 군 부적응자나 자살 우려자들을 위해 육군이 운영하는 ‘비전 캠프’를 맡은 것도 눈길을 끈다. 비전 캠프는 부대 부적응 사병들과 만나 면담과 심리테스트, 운동, 목욕 등을 함께하며 교감을 이루는 일종의 ‘치유 프로그램’이다. 서 주교는 3박 4일간 이들과 함께하면서 이른바 관심 병사들이 부대에 복귀해 정상적으로 생활할 수 있도록 적극 나섰다.
군종교구 총대리 겸 사무처장으로 일할 때는 ‘병사세례본당’을 통해 민간 교구와의 연계를 강화했다. 병사세례본당은 병사 영세자들이 군(軍)본당에서 세례를 받으면 교적을 바로 생성해 군종교구에서 직접 관리하는 방식이다. 병사세례본당이 운용된 2015년 2월부터 12월까지 11개월 동안 민간 교구로 교적이 전출된 병사세례자는 1만 3847명에 달할 정도로 뚜렷한 성과를 냈다.